# Thoiry (Ain)
Thoiry és un municipi francès situat al departament de l'Ain i a la regió d'Alvèrnia-Roine-Alps. L'any 2007 tenia 4.842 habitants.

## Demografia

### Població
El 2007 la població de fet de Thoiry era de 4.842 persones. Hi havia 1.879 famílies de les quals 510 eren unipersonals (251 homes vivint sols i 259 dones vivint soles), 467 parelles sense fills, 718 parelles amb fills i 184 famílies monoparentals amb fills.
La població ha evolucionat segons el següent gràfic:
Habitants censats

### Habitatges
El 2007 hi havia 2.171 habitatges, 1.929 eren l'habitatge principal de la família, 123 eren segones residències i 119 estaven desocupats. 1.444 eren cases i 717 eren apartaments. Dels 1.929 habitatges principals, 1.302 estaven ocupats pels seus propietaris, 584 estaven llogats i ocupats pels llogaters i 42 estaven cedits a títol gratuït; 35 tenien una cambra, 195 en tenien dues, 276 en tenien tres, 383 en tenien quatre i 1.038 en tenien cinc o més. 1.735 habitatges disposaven pel capbaix d'una plaça de pàrquing. A 783 habitatges hi havia un automòbil i a 1.064 n'hi havia dos o més.

### Piràmide de població
La piràmide de població per edats i sexe el 2009 era:
| Homes | Edats   | Dones |
| ----- | ------- | ----- |
| 0     | 95 o +  | 4     |
| 8     | 90 a 94 | 8     |
| 4     | 85 a 89 | 20    |
| 0     | 80 a 84 | 24    |
| 28    | 75 a 79 | 40    |
| 52    | 70 a 74 | 28    |
| 56    | 65 a 69 | 60    |
| 100   | 60 a 64 | 112   |
| 108   | 55 a 59 | 112   |
| 140   | 50 a 54 | 116   |
| 152   | 45 a 49 | 212   |
| 180   | 40 a 44 | 136   |
| 232   | 35 a 39 | 208   |
| 160   | 30 a 34 | 188   |
| 132   | 25 a 29 | 120   |
| 96    | 20 a 24 | 60    |
| 108   | 15 a 19 | 124   |
| 164   | 10 a 14 | 124   |
| 168   | 5 a 9   | 168   |
| 160   | 0 a 4   | 136   |

## Economia
El 2007 la població en edat de treballar era de 3.260 persones, 2.507 eren actives i 753 eren inactives. De les 2.507 persones actives 2.362 estaven ocupades (1.338 homes i 1.024 dones) i 145 estaven aturades (55 homes i 90 dones). De les 753 persones inactives 173 estaven jubilades, 266 estaven estudiant i 314 estaven classificades com a «altres inactius».

### Ingressos
El 2009 a Thoiry hi havia 1.841 unitats fiscals que integraven 4.661,5 persones, la mediana anual d'ingressos fiscals per persona era de 25.117 €.

### Activitats econòmiques
Dels 239 establiments que hi havia el 2007, 3 eren d'empreses alimentàries, 9 d'empreses de fabricació d'altres productes industrials, 21 d'empreses de construcció, 97 d'empreses de comerç i reparació d'automòbils, 3 d'empreses de transport, 12 d'empreses d'hostatgeria i restauració, 3 d'empreses d'informació i comunicació, 10 d'empreses financeres, 9 d'empreses immobiliàries, 34 d'empreses de serveis, 16 d'entitats de l'administració pública i 22 d'empreses classificades com a «altres activitats de serveis».
Dels 58 establiments de servei als particulars que hi havia el 2009, 1 era una oficina de correu, 2 oficines bancàries, 8 tallers de reparació d'automòbils i de material agrícola, 1 taller d'inspecció tècnica de vehicles, 1 establiment de lloguer de cotxes, 1 autoescola, 2 paletes, 7 guixaires pintors, 3 fusteries, 2 lampisteries, 4 electricistes, 7 perruqueries, 1 veterinari, 10 restaurants, 3 agències immobiliàries, 2 tintoreries i 3 salons de bellesa.
Dels 59 establiments comercials que hi havia el 2009, 1 era, 1 una botiga de més de 120 m², 1 una botiga de menys de 120 m², 1 una carnisseria, 1 una peixateria, 27 botigues de roba, 5 botigues d'equipament de la llar, 5 sabateries, 1 una sabateria, 4 botigues de mobles, 3 botigues de material esportiu, 1 una botiga de material esportiu, 1 una botiga de material de revestiment de parets i terra, 2 perfumeries, 4 joieries i 1 una joieria.
L'any 2000 a Thoiry hi havia 24 explotacions agrícoles que ocupaven un total de 1.190 hectàrees.

## Equipaments sanitaris i escolars
El 2009 hi havia 2 farmàcies i 1 ambulància.
El 2009 hi havia 1 escola maternal i 1 escola elemental.

## Poblacions més properes
El següent diagrama mostra les poblacions més properes.